# Green Bay
Pour les articles homonymes, voir Green Bay (homonymie).
Green Bay est une ville américaine, siège du comté de Brown dans l'État du Wisconsin. Comptant 104 057 habitants lors du recensement des États-Unis de 2010, elle est historiquement la première colonie de l'État actuel du Wisconsin, fondée par l'explorateur français Jean Nicolet en 1634 sous le nom de la « Baie des Puants ». La ville est aujourd'hui connue pour son équipe de National Football League (NFL), les Packers de Green Bay.

## Histoire
En 1634 en Nouvelle-France, un petit poste de traite fut établi dans la « baie des Puants », ancien nom de la baie de Green Bay et de la région, par l'explorateur français Jean Nicolet. Le nom « Puants » désignait les Amérindiens de la tribu des Winnebagos, surnommés ainsi par leurs ennemis traditionnels.
En 1671, une mission jésuite y fut installée ; à l’époque, la bourgade se nommait La Baye ou « La Baie des Puants ».
En 1717, le fort La Baye fut ajouté. La ville a été incorporée en 1754, et passa sous contrôle britannique en 1761. Comme le nombre de colons anglais devint de plus en plus important par rapport au nombre de colons français, le nom de « Green Bay » devint le plus couramment utilisé. En 1783, la ville fut ajoutée aux États-Unis.
L'United States Army construisit le Fort Howard sur les rives de la Fox en 1816. Le premier journal du Wisconsin, The Green Bay Intelligencer, fut publié à Green Bay en 1833. En 1850 la ville a une population de 1 923 habitants. Durant les années 1850, on assiste à un afflux d'immigrants principalement Wallons, mais également Allemands, Scandinaves, Irlandais et Néerlandais. La ville fut réincorporée en tant que ville de Green Bay en 1854. Le Green Bay Area Public School District fut fondé en 1856. La voie de chemin de fer fut posée dans les années 1860. En 1950 la ville avait une population de  52 735 habitants.
Le 7 février 2025, en réaction aux annonces de Donald Trump concernant l'annexion du Groenland et le changement de nom du golfe du Mexique en golfe d'Amérique, le gouverneur de l'Illinois J. B. Pritzker publie une vidéo satirique sur son compte X annonçant l'annexion de Green Bay par l'Illinois ainsi que le changement de nom du lac Michigan en lac Illinois,,.

## Géographie

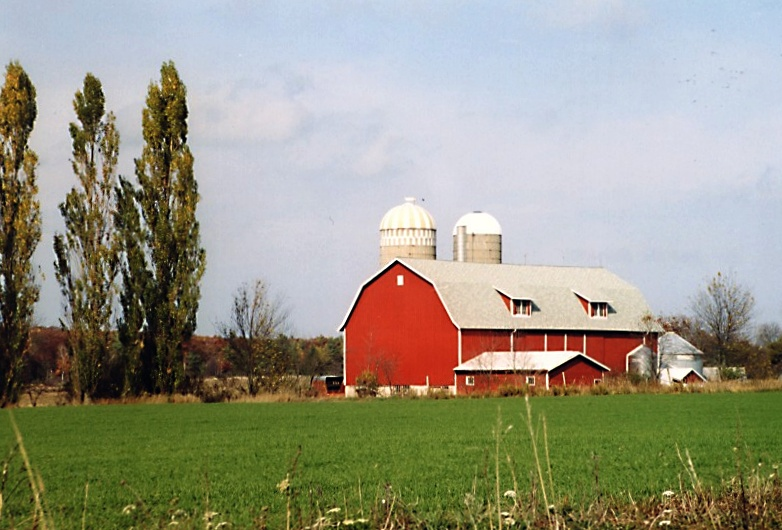
Une ferme typique du Wisconsin.

D'après le Bureau du recensement des États-Unis, la ville a une superficie totale de 140,7 km2 (54,3 mi2), dont 113,6 km2 (43,9 mi2) sont des terres et 27,1 km2 (10,4 mi2) sont de l'eau soit près de 19,24 % de la superficie.

### Climat
La ville de Green Bay a un climat continental, légèrement modéré par la proximité du Lac Michigan. Le climat de la ville présente quatre saisons distinctes, avec un été chaud et long et un hiver froid et enneigé. Les différences de températures entre ces mois sont importantes et parfois extrêmes. Le mois le plus chaud est juillet, pour lequel la moyenne des températures maximales atteint 28 °C (27,2 °C). Durant ce même mois, la moyenne des basses températures est de 15 °C (15 °C). Le mois le plus froid est janvier, les hautes températures ont une moyenne de seulement −5 °C (−4,5 °C), et les plus basses ont une moyenne atteignant les −14 °C (−13,9 °C).
Le mois d'août est le plus humide à Green Bay, avec des précipitations de près de 95,8 mm, la plupart du temps sous forme d'averses venant d'orages. Février est le mois le plus sec, la plupart des précipitations tombe sous forme de neige sèche en raison du froid, asséchant par la même occasion l'air. La moyenne des précipitations en février n'est que de 25,7 mm.
| Mois                                  | jan.     | fév.     | mars     | avril    | mai     | juin    | jui.    | août    | sep.    | oct.     | nov.     | déc.     | année    |
| ------------------------------------- | -------- | -------- | -------- | -------- | ------- | ------- | ------- | ------- | ------- | -------- | -------- | -------- | -------- |
| Température minimale moyenne (°C)     | −11,6    | −10,4    | −4,5     | 1,6      | 7,8     | 13,4    | 15,6    | 14,6    | 10,1    | 4,2      | −1,7     | −7,8     | 2,6      |
| Température moyenne (°C)              | −7,6     | −6,1     | 0,1      | 6,8      | 13,6    | 19,1    | 21,4    | 20,3    | 16,1    | 9,3      | 2,3      | −4,2     | −7,6     |
| Température maximale moyenne (°C)     | −3,6     | −1,7     | 4,7      | 12,1     | 19,5    | 24,8    | 27,2    | 26,1    | 22,1    | 14,4     | 6,4      | −0,5     | 12,6     |
| Record de froid (°C) date du record   | −38 1888 | −36 1899 | −34 1962 | −14 1954 | −6 1966 | 0 1958  | 4 1965  | 3 1967  | −4 1949 | −13 1887 | −24 1887 | −33 1983 | −38 1888 |
| Record de chaleur (°C) date du record | 13 1944  | 18 2017  | 28 2012  | 32 1980  | 37 1934 | 38 1934 | 40 1936 | 38 1948 | 36 1931 | 31 1963  | 24 2020  | 18 2001  | 40 1936  |
| Ensoleillement (h)                    | 146,7    | 159,8    | 198,6    | 222,1    | 285,1   | 302,8   | 314,5   | 278,7   | 205,2   | 158      | 107,4    | 112,3    | 2 491,2  |
| Précipitations (mm)                   | 35,3     | 30,5     | 49,8     | 76,2     | 85,1    | 104,1   | 91,9    | 86,1    | 81,3    | 67,8     | 50,3     | 44,4     | 802,8    |
| dont neige (cm)                       | 36       | 30       | 21       | 12       | 0       | 0       | 0       | 0       | 0       | 0,76     | 7,9      | 33       | 141      |
| Nombre de jours avec précipitations   | 10,6     | 8,7      | 10,9     | 11,1     | 12,4    | 10,8    | 11      | 10,6    | 9,4     | 10,2     | 9,5      | 10,5     | 125,7    |
| Humidité relative (%)                 | 74       | 73,5     | 72,8     | 67       | 65,9    | 68,9    | 71,3    | 75,1    | 76,5    | 74,4     | 76,9     | 77,3     | 72,8     |
| Nombre de jours avec neige            | 10,3     | 8,4      | 6,3      | 2,9      | 0,1     | 0       | 0       | 0       | 0       | 0,4      | 3,5      | 8,9      | 40,8     |

### Urbanisme

#### Transport
Green Bay est desservie par l'aéroport international Austin-Straubel. La ville était le siège de la Green Bay and Western Railroad de 1896 à 1993. Elle possède aussi son propre système de transport en commun par bus connu sous le nom de Green Bay Metro (anciennement appelé le Green Bay Transit).

## Population et société

### Démographie
D'après un recensement de 2005, il y a 102 313 personnes à Green Bay. La Greater Green Bay Area comptait environ 279 485 personnes en 2000 dont 141 591 ménages, et 124 663 familles résident dans la ville.
| Groupe                           | Green Bay | Wisconsin | États-Unis |
| -------------------------------- | --------- | --------- | ---------- |
| Blancs                           | 77,9      | 86,2      | 72,4       |
| Autres                           | 7,3       | 2,4       | 6,4        |
| Amérindiens                      | 4,1       | 1,0       | 0,9        |
| Asiatiques                       | 4,1       | 2,3       | 4,8        |
| Afro-Américains                  | 3,6       | 6,3       | 12,6       |
| Métis                            | 3,1       | 1,8       | 2,9        |
| Total                            | 100       | 100       | 100        |
|                                  |           |           |            |
| Hispaniques et Latino-Américains | 13,4      | 5,9       | 16,7       |

Sur les 41 591 ménages de Green Bay, 30,6 % ont un enfant de moins de 18 ans, 44,1 % sont des couples mariés, 10,8 % n'ont pas de maris présents, et 40,7 % ne sont pas des familles. 31,6 % de ces ménages sont faits d'une personne dont 9,9 % d'une personne de 65 ou plus. 25,4 % de la population a moins de 18 ans, 11,6 % entre 18 et 24 ans, 31,7 % de 25 à 44 ans, 19,5 % entre 45 et 64 ans et 11,8 % plus de 65 ans.
L'âge moyen de la population est de 33 ans. Pour 100 femmes il y 97,2 hommes. Pour 100 femmes de 18 ou plus, il y a 94,8 hommes.
Le revenu moyen d'un ménage est de 38 820 $, et celui d'une famille de 48 678 $. Les hommes ont un revenu moyen de 33 246 $ contre 23 825 $ pour les femmes. Le revenu moyen par tête est de 19 269 $. Près de 7,4 % des familles et 10,5 % de la population vit en dessous du seuil de pauvreté, dont 12,7 % de ceux en dessous de 18 ans et 9,2 % de ceux de 65 et plus.
La ville est connue pour son faible taux de criminalité aux États-Unis pour une municipalité de sa taille ou plus grande.

### Éducation
Parmi les écoles secondaires se trouvent : Notre Dame de la Baie Academy, Bay Port High School, Green Bay East High School, Green Bay Southwest High School, Green Bay West High School, Preble High School, Northeast Wisconsin Lutheran High School et la Bay City Baptist School.
Parmi les universités de Green Bay, il y a la Bellin College of Nursing, ITT Technical Institute, Northeast Wisconsin Technical College, St. Norbert College, Université du Wisconsin à Green Bay et le Wisconsin College of Cosmetology.

### Religion
La ville est le siège du Diocèse de Green Bay dont l'évêque est David Allen Zubik. La Cathédrale de Saint Francis Xavier à Green Bay est l'église principale du diocèse. Le diocèse est dans la province de l'archidiocèse de Milwaukee. En 2000, l'American Religion Data Archive rapporta que Green Bay était en majorité catholique (71,5 %), avec les Luthériens composant un ensemble additionnel de 16,4 %. Les 12 % restant sont presque entièrement composés de protestants.

### Médias
Le journal de Green Bay est la Green Bay Press-Gazette. Un autre journal local, le Green Bay News-Chronicle a cessé de publier en 2005.

### Sports
Les Packers de Green Bay (Football américain) qui sont une franchise de la NFL (National Football League), fondée le 11 août 1919 par Earl L. Lambeau et George Calhoun.

## Culture et patrimoine

### Monuments et parcs
- Bay Beach Amusement Park
- Bay Park Square

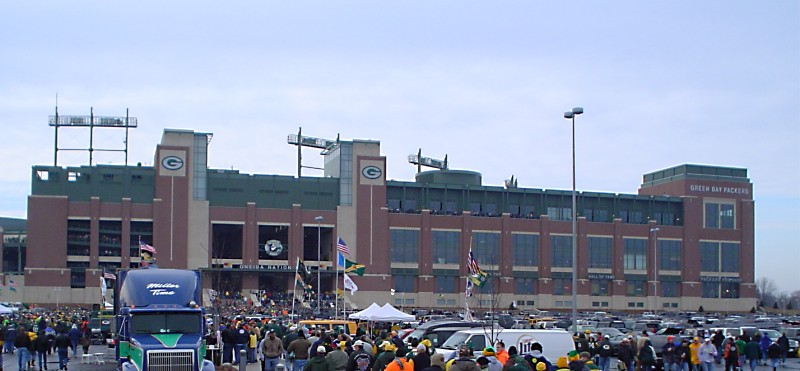
Lambeau Field

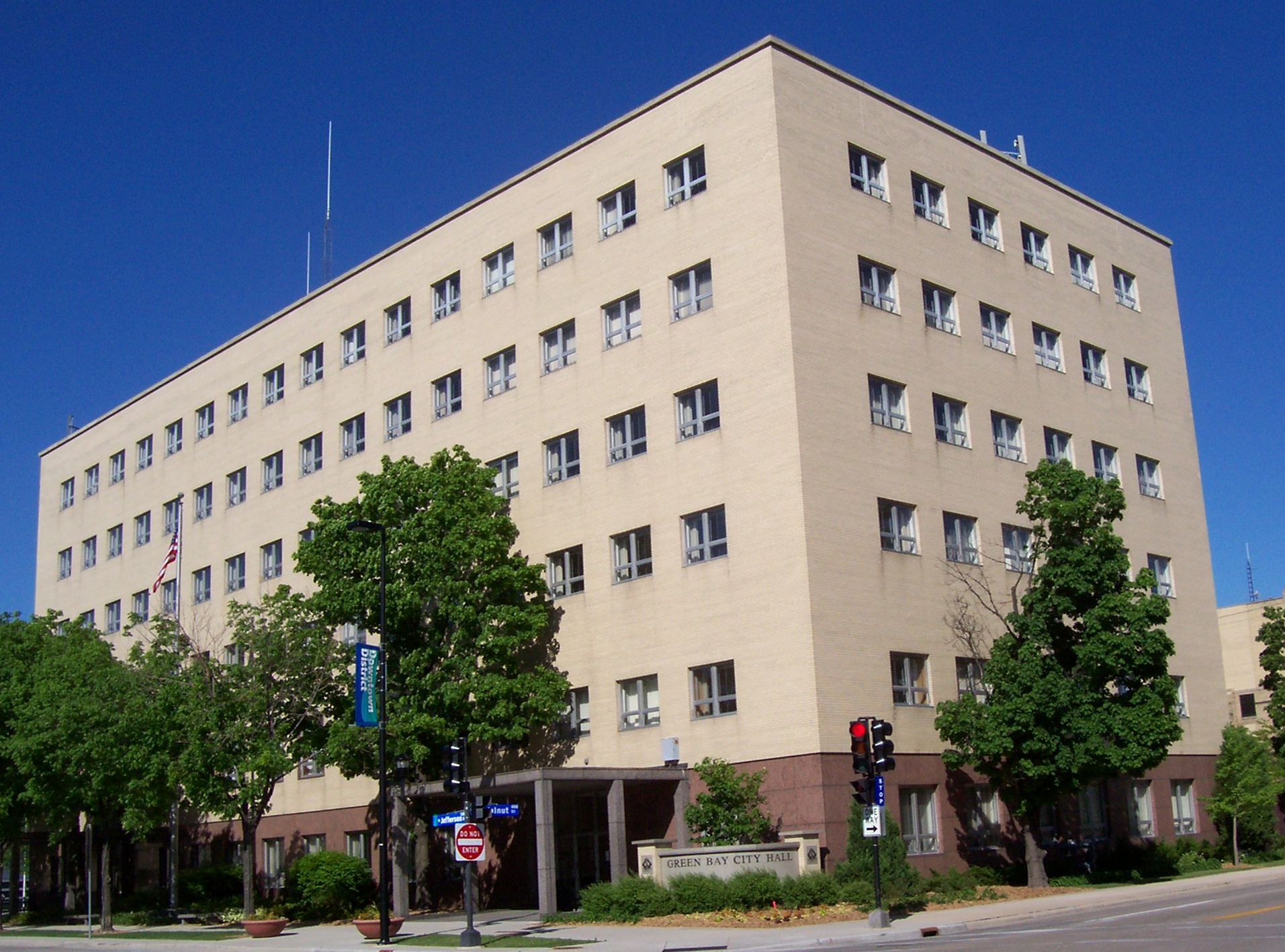
Mairie

- Brown County Veterans Memorial Arena
- City Stadium, ancien stade des Packers
- Cofrin Memorial Arboretum
- East Town Mall
- Fort Fun
- Green Bay Botanical Garden
- The Broadway District[9]
- Green Bay Net développement locale du web et Wi-Fi
- Heritage Hill State Park[10]
- KI Convention Center
- Lambeau Field, stade des Packers de Green Bay
- Kastle Carts
- Meyer Theater
- National Railroad Museum
- Neville Public Museum[11]
- Northeast Wisconsin Technical College (NWTC)[12]
- NEW Zoo
- Resch Center, stade des Blizzard de Green Bay dans le voisinage d'Ashwaubenon (Wisconsin)
- ShopKo Hall
- Tank Cottage, maison de bois de 1776 et le plus ancien bâtiment encore existant dans le Wisconsin
- Tundra Lodge Resort & Waterpark
- Université du Wisconsin à Green Bay (UWGB)
- Weidner Center